# سيمون ويب (لاعب كرة قدم)
سيمون ويب (بالإنجليزية: Simon Webb)‏ (19 يناير 1978 بمقاطعة مايو في جمهورية أيرلندا - ) هو لاعب كرة قدم أيرلندي في مركز الدفاع. لعب مع توتنهام هوتسبير ودرودا يونايتد ونادي بوهيميان ونادي ليتون أورينت وThurrock F.C. ‏.

## وصلات خارجية
- سيمون ويب على موقع قاعدة بيانات كرة القدم.إي يو (الإنجليزية)